# Якуба Ольга Миронівна
Ольга Миронівна Якуба (6 (19) травня 1908 року, Катеринослав, Російська імперія — 8 грудня 1980, Харків, Українська РСР, СРСР) — радянський український вчений- правознавець, спеціаліст в галузі адміністративного права. Перша в Українській РСР жінка, яка здобула науковий ступінь доктора юридичних наук (1964), професор (1967).
Директор Харківської філії Всесоюзного заочного юридичного інституту (1943—1949), професор кафедр державного та адміністративного права (1966—1971), адміністративного та фінансового права (1971—1980) Харківського юридичного інституту. Серед її учнів були А. І. Свєкарьов та Ю. П. Битяк.

## Біографія
Ольга Якуба народилася 6 (19) травня 1908 року у Катеринославі. Вищу освіту здобула на юридичному факультеті Харківського інституту народного господарства, який закінчила у 1931 році (на той час цей факультет був перетворений на Харківський інститут радянського будівництва та права). Після закінчення ВНЗ Ольга Миронівна почала працювати на посаді референта-консультанта у Всеукраїнському центральному виконавчому комітеті, а через три роки перейшла на роботу до Харківського обласного виконавчого комітету з'їзду Рад робітничих, солдатських та селянських депутатів, де стала відповідальним інструктором та очолила його інформаційний відділ. У 1938 році Ольга деякий час була заступником директора харківського Палацу піонерів з педагогічної роботи.
У тому ж році, за іншими даними у 1939, вона вступила до аспірантури у Харківський юридичний інститут (до 1933 року — Харківський інститут радянського будівництва і права), а в 1941 році обійняла посаду асистента на кафедрі державного права цього ж ВНЗ. Після початку Великої Вітчизняної війни, у серпні 1941 року, Ольга Миронівна була евакуйована, та продовжила свою трудову діяльність на посаді старшого викладача у Свердловському юридичному інституті.
Наприкінці 1943 року Ольга Миронівна повернулася до Харкова, і продовжила працювати в Харківському юридичному інституті на посадах старшого викладача, а потім доцента. З того ж року і по 1949 рік, паралельно, очолювала місцеву філію Всесоюзного заочного юридичного інституту, яка підпорядковувалася Харківському юридичному інституту. Ольга Миронівна поєднувала роботу в Інституті з суспільно-просвітницькою роботою, починаючи з 1950 року, і протягом наступних десяти років, вона входила до президії та обіймала посаду заступника голови харківського обласного осередку товариства «Знання».
У 1966 році, після кількох реорганізацій, кафедра, на якій працювала Ольга Миронівна, стала називатися кафедрою державного та адміністративного права, а сама О. М. Якуба обійняла на ній посаду професора. Працюючи на цій кафедрі, вона викладала курс з державного ладу низки європейських країн «соціалістичного табору». З 1971 року Ольга Миронівна продовжувала працювати на кафедрі адміністративного та фінансового права цього ж ВНЗ, де також була професором.
Ольга Миронівна Якуба померла 6 грудня 1980 року у Харкові.

## Науково-педагогічна діяльність
У коло науково-дослідних інтересів Ольги Якуби входили ряд проблем державного та адміністративного права, серед яких були: права людини, державне управління, адміністративна відповідальність та адміністративний примус.
У 1943 році Ольга Миронівна захистила дисертацію на здобуття наукового ступеня юридичних наук на тему «Надзвичайні органи радянської соціалістичної держави», а 1964 року — на здобуття докторського ступеня на тему «Адміністративна відповідальність за радянським правом у світлі подальшого посилення охорони прав». У тому ж році їй було надано ступінь «доктор юридичних наук», і О. М. Якуба стала першою в Українській РСР жінкою, яка має такий науковий ступінь. У 1945 році О. М. Якубі було надано вчене звання доцента, а в 1967 — професора.
Крім наукової та педагогічної роботи, Ольга Миронівна Якуба займалася практичною роботою. За її участю було розроблено кілька Законів Української РСР в галузі адміністративного права, у тому числі: «Про порядок відкликання суддів та народних засідателів» та «Про місцеві ради депутатів трудящих Української РСР». Вона брала участь у складанні низки збірників союзного та українського республіканського законодавства та нормативних актів. Крім того, була одним із розробників проєктів Положень «Про адвокатуру Української РСР» та «Про громадянську раду пункту охорони порядку».
Ольга Миронівна займалася підготовкою наукових кадрів, під її науковим керівництвом захистили свої дисертації дев'ять кандидатів юридичних наук (десятий учень О. М. Якуби — А. А. Нечитайленко захистив свою дисертацію вже після смерті Ольги Миронівни, 1982 року, під керівництвом Р. С. Павловського). Серед підготовлених їй кандидатів юридичних наук: Ю. П. Битяк (1979), В. Н. Касьянов (1973), А. П. Лончаков (1970), А. З. Михайлов (1971), Л. І. Рябінін (1973), А. І. Свєчкарьов (1956), Ф. Д. Фіночко (1968), В. П. Шишкін (1975). Окрім того, Ольга Миронівна виступала офіційним опонентом В. Л. Зеленько, А. В. Міщенко, А. М. Крамника, В. В. Цвєткова та М. В. Цвіка під час захисту ними кандидатських дисертацій. Учні Ольги Миронівни є представниками «Наукової школи професора О. М. Якуби».
О. М. Якуба була автором більш ніж 80 наукових праць. Серед них основними вважаються: «Основи радянського державного управління» (1947), «Принципи соціального демократизму в організації місцевих рад депутатів трудящих» (1962), «Адміністративна відповідальність» (1972), «Радянське адміністративне право» (1975), «Форми та методи державного управління» (1977, співавтор).

## Родина
Донькою Ольги Миронівни була Олена Олександрівна Якуба (1929—2002). Вона мала науковий ступінь доктора філософських наук. Працювала у Харківському державному університеті імені О. О. М. Горького (з 1999 — ХНУ ім. В. Н. Каразіна), де обіймала посади професора кафедри філософії (1972—1980), а потім з 1980 року очолювала створену з її ініціативи кафедру соціології. У 1988 році ініціювала створення соціологічного відділення (яке пізніше переросло на факультет). У 1999 році їй було надано почесне звання «Заслужений професор Харківського національного університету імені В. Н. Каразіна».
Онучка Ольги Миронівни Ірина Шевченко продовжила сімейні традиції та також зайнялася наукою. Вона стала доктором філологічних наук, отримала вчене звання професора, була обрана дійсним членом Академії наук вищої школи України. Працювала на посадах завідувача кафедри ділової іноземної мови та перекладу у Харківському національному університеті імені В. М. Каразіна та професора на кафедрі німецької та романської філології Харківського гуманітарного університету «Народна українська академія».

## Нагороди та оцінки
За період своєї науково-викладацької діяльності Ольга Миронівна була відзначена низкою грамот від міністерств вищої та середньої спеціальної освіти СРСР та Української РСР та юстиції Української РСР, а також медалі «За доблесну працю у Великій Вітчизняній війні 1941—1945 р.».
Радянський та український державний та політичний діяч Г. К. Крючков характеризував своїх інститутських наставників, які для нього були прикладами для наслідування, до яких входила й Ольга Миронівна, як принципових людей, які не піддавалися кон'юнктурі, а жили за законом і сумлінням.